# Tre amiche
Tre amiche (Trois Amies) è un film del 2024 diretto da Emmanuel Mouret.

## Trama
Tre amiche quarantenni, colleghe in una scuola superiore di Lione dove insegnano, si trovano alle prese con problemi di cuore. Joan sente di non amare più il suo premuroso marito Victor e lo confessa ad Alice. Alice la rassicura, rivelandole che nemmeno lei prova più trasporto per suo marito Éric e che, anzi, la chiave per un matrimonio stabile sia trovare un uomo affidabile che ami sua moglie più di quanto lei non ami lui, senza però che sospetti alcunché: contro il parere di Alice, Joan decide comunque di essere onesta con Victor. A loro insaputa, però, Éric in realtà ha da tempo una relazione clandestina con Rebecca, l'unica nubile del trio. Dopo che Victor, distrutto dalla confessione della moglie, muore in un incidente d'auto, Joan si chiude nel suo dolore, ma per lei si apre la possibilità di un nuovo amore quando l'affascinante scrittore Thomas si trasferisce nell'appartamento accanto. Alice invece si lascia convincere dai racconti della liaison di Rebecca, che omette però l'identità della persona in questione, e comincia a tradire il marito con il pittore Stéphane.

## Distribuzione
Il film è stato presentato in anteprima alla 81ª Mostra internazionale d'arte cinematografica di Venezia il 30 agosto 2024 e poi distribuito nelle sale cinematografiche francesi da Pyramide Distribution dal 6 novembre 2024 e in quelle italiane da Lucky Red dal 19 giugno 2025.

## Accoglienza

### Incassi
Il film ha incassato poco più di 2,8 milioni di dollari, di cui 310247 € in Italia.

## Riconoscimenti
- 2024 - Mostra internazionale d'arte cinematografica
  - In concorso per il Leone d'oro